# Astronaut (Sido-Lied)
Astronaut ist ein Lied des deutschen Rappers Sido, in Kooperation mit dem deutschen Popsänger Andreas Bourani. Das Stück ist die dritte Singleauskopplung aus seinem sechsten Studioalbum VI.

## Entstehung und Artwork
Geschrieben wurde das Lied gemeinsam von den beiden Interpreten Andreas Bourani und Paul Würdig (Sido) sowie Simon Müller-Lerch und dem Produzententeam FNSHRS. (bestehend aus: Paul NZA, Marek Pompetzki und Cecil Remmler) als Koautoren. Die Produktion erfolgte durch die FNSHRS. in den angemieteten Karma Sound Studios in Thailand.
Auf dem schwarz-weißen Frontcover der Maxi-Single ist – neben Künstlernamen, -Logo und Liedtitel – der Helm eines Raumfahrers, in dem sich ein Plattenbau spiegelt, zu sehen.

## Veröffentlichung und Promotion
Die Erstveröffentlichung von Astronaut erfolgte am 14. August 2015 als CD-Single, Download und Streaming. Das Stück erschien als Einzeltrack oder auch als 2-Track-Single. Die 2-Track-Single beinhaltet neben der Radio- auch eine Instrumentalversion von Astronaut als B-Seite. Astronaut erschien unter dem Musiklabel Urban und wurde durch Universal Music Publishing vertrieben.
Um das Lied zu bewerben, folgte unter anderem ein gemeinsamer Liveauftritt zur Hauptsendezeit bei Schlag den Raab. Hierbei kam es dazu, dass Sido einige Texthänger hatte und in seinen Rap-Pausen teilweise anfing zu kichern. Noch in derselben Nacht erklärte er per Twitter die Situation mit den folgenden Worten: „Schlag den Raab dauert einfach zu lange … zuviel Zeit zum bechern!! Haha sorry!!! #IchTrinkNieWieder“. Weiter folgte unter anderem ein gemeinsamer Auftritt bei Circus HalliGalli. Im September 2015 untermalte Astronaut den ProSieben-Werbespot für die „Show-Highlights im Herbst“ und wurde somit in fast jeder Werbeunterbrechung gespielt.

## Hintergrundinformation
In einem Interview mit der Abendzeitung München zeigte sich Sido selbst überrascht über den Nummer-eins-Erfolg von Astronaut und fügte an, dass sein Hit Bilder im Kopf aus dem Jahr 2012 eigentlich auch schon eine Nummer eins verdient hätte. Sido dachte, dass es einfach an der Zeit war und in Verbindung mit Bourani (der mit der Musikshow Sing meinen Song – Das Tauschkonzert in aller Munde war) und einem großen Airplay-Erfolg zu diesem Charterfolg kam. Aufgrund des großen Airplay-Erfolges wurde die Veröffentlichung von Astronaut vorgezogen, eigentlich war ein anderes Veröffentlichungsdatum geplant.
Die Zusammenarbeit von Bourani und Sido entstammt einer längeren Freundschaft. Kurz nach der Singleveröffentlichung postete Sido am 18. August 2015 ein Bild auf Facebook, das ihn und Bourani in einem Tonstudio von Peter Maffay in Tutzing am Starnberger See aus dem Jahr 2007 zeigt.

## Inhalt
Der Liedtext zu Astronaut ist in deutscher Sprache verfasst. Die Musik wurde von den FNSHRS., der Text gemeinsam von Andreas Bourani, Simon Müller-Lerch und Sido geschrieben. Musikalisch bewegt sich das Lied im Bereich des Raps und der Popmusik. Die ersten beiden Strophen werden von Sido gerappt, der Refrain und die dritte Strophe von Bourani gesungen. Inhaltlich geht es darum, wie ein Mensch die Erde aus dem Weltraum betrachtet und sich der Sinnlosigkeit von Krieg, Not und Elend auf seinem Heimatplaneten bewusst wird.
Der deutsche Astronaut Alexander Gerst sendete, nachdem er das erste Mal Astronaut gehört hatte, folgenden Tweet ab: „Gerade zum 1. Mal gehört … Spricht mir aus der Seele, Respekt!“. Worauf Sido mit den folgenden Worten antwortete: „Hab auch an dich gedacht beim Schreiben!!! Da warst du grad oben!!!“.

## Musikvideo
Das Musikvideo zu Astronaut feierte am 3. September 2015, auf YouTube, seine Premiere. Das gesamte Video wirft die Frage auf, ob man sich Gewalt, Leid und Elend auf der Welt so einfach entziehen kann. Das Video beginnt mit einem Mann, der bei einem Sonnenuntergang mit ausgebreiteten Armen auf einer Erhebung steht. Zu einem ersten Refrain folgen schön anzusehende Bilder, die aufsteigende Flugszenen und Perspektiven und schließlich Weltraumszenen zeigen. Ab der ersten Strophe wechseln sich hässliche und schockierende Bilder, die Elend, Zerstörung und Verschmutzung zeigen – Abfall, Aufmärsche, Drogenkriminalität, Flüchtlingslager, Obdachlosigkeit, Kriege, Naturkatastrophen, Neonazismus, Polizeigewalt, Überbevölkerung mit Kontroversen hervorrufenden Szenen ab: Schönheitsoperation, US-Flaggen, Kosmetik bei Haustieren, Spielzeugroboter, Fastfood, Dollarnoten, Bilanzkurven, Geschäftshochhäuser, Pokerchips, Diamanten, Produktion von Autos, Medikamenten und Fleischwaren. Zu einer musikalisch aus dem Rahmen fallenden Strophe schließen sich Szenen mit schönen und harmonisch wirkenden Naturschauspielen an, auf die erneut Szenen voller Gewalt und Elend folgen. Das Video endet mit Bourani und Sido, die mit Zwangsjacken, Drähten, die die Augen offen halten und Hirnstrommessern versehen, in einem leeren Kinosaal sitzen und sich die Szenen ansehen – eine Anspielung auf Stanley Kubricks Verfilmung von Uhrwerk Orange. Die Gesamtlänge des Videos beträgt 3:58 Minuten. Bis heute zählt das Video über 89 Millionen Aufrufe bei YouTube (Stand: Juli 2021). Die ultimative Chartshow kürte das Musikvideo zum „Video des Jahres 2015“.

## Mitwirkende
| Liedproduktion - Andreas Bourani: Gesang, Liedtexter - Simon Müller-Lerch: Liedtexter - Paul Neumann (Paul NZA): Komponist, Musikproduzent - Marek Pompetzki: Komponist, Musikproduzent - Cecil Remmler: Komponist, Musikproduzent - Paul Würdig (Sido): Liedtexter, Rap | Unternehmen - Karma Sound Studios: Tonstudio - Universal Music Publishing: Vertrieb - Urban: Musiklabel |

## Rezeption

### Preise
Am 3. Dezember 2015 wurde Astronaut mit einer 1 Live Krone in der Kategorie „Beste Single“ ausgezeichnet. Am 3. Mai 2016 wurde bekannt, dass das Stück mit dem Deutschen Musikautorenpreis als das „Erfolgreichste Werk 2015“ ausgezeichnet wurde.

### Chartplatzierungen
Astronaut erreichte in Deutschland Position eins der Singlecharts und konnte sich insgesamt sieben Wochen an der Spitze, 19 Wochen in den Top 10 und 43 Wochen in den Charts halten. In Österreich erreichte die Single ebenfalls Position eins und konnte sich insgesamt sechs Wochen an der Spitze, 15 Wochen in den Top 10 und 34 Wochen in den Charts halten. Auch in der Schweiz erreichte die Single Position eins der Charts und konnte sich insgesamt neun Wochen an der Spitzenposition halten sowie 22 Wochen in den Top 10 und 37 in den Charts. In Deutschland war Astronaut für einen Zeitraum von neun Wochen das erfolgreichste deutschsprachige Lied in den Singlecharts. 2015 platzierte sich Astronaut in den deutschen Single-Jahrescharts auf Position sechs, sowie auf Position acht in Österreich und auf Position 17 in der Schweiz. 2016 platzierte sich die Single auf Position 97 in den deutschen Single-Jahrescharts, sowie auf Position 64 in der Schweiz.
Für Sido als Interpret ist dies bereits der 38. Charterfolg in Deutschland, sowie der 34. in Österreich und der 17. in der Schweiz. Es ist sein siebter Top-10-Erfolg in Deutschland, sowie sein fünfter in Österreich und sein vierter in der Schweiz. In allen drei Ländern ist es sein erster Nummer-eins-Erfolg.
Für Bourani als Interpret ist dies bereits der zehnte Charterfolg in Deutschland, sowie der achte in Österreich und der fünfte in der Schweiz. Es ist sein dritter Top-10-Erfolge in Deutschland und Österreich, sowie sein zweiter in der Schweiz. Es ist nach Auf uns sein zweiter Nummer-eins-Erfolg in Deutschland und Österreich, sowie sein erster in der Schweiz. Für Bourani als Autor (Textdichter) ist dies bereits der zehnte Charterfolg in Deutschland und Österreich und der sechste in der Schweiz. Es ist sein dritter Top-10-Erfolge in Deutschland und Österreich, sowie sein zweiter in der Schweiz. Es ist nach Auf uns ebenfalls sein zweiter Nummer-eins-Erfolg in Deutschland und Österreich, sowie sein erster in der Schweiz als Autor.
| ChartsChartplatzierungen | Höchstplatzierung | Wochen |
| ------------------------ | ----------------- | ------ |
| Deutschland (GfK)        | 1 (43 Wo.)        | 43     |
| Österreich (Ö3)          | 1 (34 Wo.)        | 34     |
| Schweiz (IFPI)           | 1 (37 Wo.)        | 37     |

| ChartsJahrescharts (2015) | Platzierung |
| ------------------------- | ----------- |
| Deutschland (GfK)         | 6           |
| Österreich (Ö3)           | 8           |
| Schweiz (IFPI)            | 17          |

| ChartsJahrescharts (2016) | Platzierung |
| ------------------------- | ----------- |
| Deutschland (GfK)         | 97          |
| Schweiz (IFPI)            | 64          |

| ChartsJahrescharts (2010–2019) | Platzierung |
| ------------------------------ | ----------- |
| Österreich (Ö3)                | 92          |

### Auszeichnungen für Musikverkäufe
Im November 2023 wurde Astronaut in Deutschland mit einer Diamant-Schallplatte für über eine Million verkaufte Einheiten ausgezeichnet. Damit zählt es zu einem der meistverkauften Singles des Landes der 2010er-Jahre sowie einem der meistverkauften Raptiteln überhaupt. Beide Interpreten landeten damit je ihren zweiten Millionenseller in Deutschland: zuvor erreichten Bouranis Single Auf uns im Juni 2018 und Sidos Single Au revoir im März 2019 die Millionenschwelle. Bereits im Jahr 2015 erlangte Astronaut Platinstatus sowie Doppelplatin-Status im Jahr 2017. In der Schweiz erreichte Astronaut im Jahr 2015 Goldstatus mit über 15.000 verkauften Einheiten.
| Land/Region        | Auszeichnungen für Musikverkäufe (Land/Region, Auszeichnung, Verkäufe) | Verkäufe  |
| ------------------ | ---------------------------------------------------------------------- | --------- |
| Deutschland (BVMI) | Diamant                                                                | 1.000.000 |
| Schweiz (IFPI)     | Gold                                                                   | 15.000    |
| Insgesamt          | 1× Gold · 1× Diamant ·                                                 | 1.015.000 |